# O Carregador e as Três Jovens de Bagdá
O carregador e as três jovens de Bagdá é um conto da coletânea As Mil e uma Noites. Compõe-se de cinco sub-histórias, que são os relatos dos três dervixes e de duas das jovens. A história é rica em temas/personagens recorrentes nessa obra, como a força do destino, a montanha magnética, humor sexual, ação de ifrites (gênios), transformação em animais, o lendário pássaro Roca, o quarto proibido.

## Resumo
Um carregador é contratado por uma jovem para transportar diversas compras – do verdureiro, quitandeiro, doceiro, etc. – até sua casa. Lá ela mora com duas irmãs. Vendo que não existe nenhum homem na casa, o carregador oferece-se para acompanhá-las no banquete. As jovens e o carregador embriagam-se e este “pôs-se a aplicar beijinhos, beliscões, mordidelas, a bolinar, apalpar, tocar e acariciar”. As três jovens mergulham nuas na piscina e fazem brincadeiras em torno do nome dos órgãos sexuais feminino e masculino. O mercador pede para passar a noite na casa das jovens, mas para isto tem de prometer que não questionará nada do que verá: “Não perguntes sobre o que não te diz respeito ou então ouvirás o que te deixará contrafeito”. Batem à porta três calênderes (seita de dervixes), todos com “cabeça, barba e sobrancelhas raspadas” e “o olho direito arrancado”, que pedem pousada por uma noite. Depois batem à porta o califa Harun Arrasid e seu vizir Jafar, que se fazem passar por mercadores.
A certa altura, uma das jovens põe-se a chicotear duas cadelas pretas com correntes ao pescoço até perderem os sentidos e, ao final, as abraça e chora. Outra das jovens rasga suas roupas e deixa à mostra seu corpo com marcas de surra de vergasta. A seguir cada um dos dervixes conta a sua história.

## História do primeiro dervixe
O primeiro dervixe era filho de um rei cujo irmão também era rei. Numa de suas visitas ao tio, o primo o conduz até o cemitério e desaparece num subterrâneo sob um túmulo, junto com uma mulher “envolta em capa, lenço, touca e fragrâncias aromáticas”. No dia seguinte, tenta localizar o túmulo, mas não consegue. Volta para a casa do pai, mas o trono havia sido usurpado pelo vizir. Este arranca o olho do príncipe em vingança por ele ter certa vez acertado o seu com um bodoque. O príncipe volta ao reino do tio, e agora os dois conseguem localizar o túmulo do primo, que jaz morto, carbonizado, junto com a mulher. O tio revela que os dois eram irmãos, que estavam apaixonados e se retiraram para o subterrâneo a fim de se entregarem ao amor incestuoso. O vizir que havia destronado o rei agora ataca o reino do tio, matando-o. O príncipe abandona então a cidade, torna-se dervixe e vem até Bagdá onde encontra os outros dois.

## História do segundo dervixe
O segundo dervixe também era filho de rei versado em caligrafia, no Alcorão Sagrado e na arte da escrita. Em viagem para visitar o rei da Índia, sua caravana é atacada por salteadores, mas ele consegue fugir, indo parar numa cidade agradável onde é acolhido por um alfaiate e se torna lenhador. Um dia descobre um palácio subterrâneo onde vive uma jovem graciosa, “magnífica como pérola reluzente ou sol brilhante”, que havia sido sequestrada na noite de núpcias por um ifrite (gênio). Somente a cada dez dias o gênio aparece, de modo que o príncipe pode passar as demais noites com ela. Mas num acesso de embriaguez ele desafia o gênio, sendo transformado em macaco, embora pedisse ao gênio que o perdoasse, como o invejado perdoou o invejoso numa sub-história (“O Invejoso e o Invejado”) que conta ao gênio. 
Em forma de macaco, é resgatado por um navio. Numa das paradas, o sultão, que precisa de um calígrafo, pede que os tripulantes escrevam num rolo de papel. O macaco escreve uns poemas que impressionam o sultão. A filha do sultão, que quando criança aprendeu com uma velha a prática da magia, descobre que o macaco é um homem transformado e invoca o gênio para que desfaça o feitiço. Segue-se um duelo de magia em que a moça e o gênio vão se transformando em diferentes animais, à semelhança do duelo de Madame Mim e Merlin no filme A Espada Era a Lei. O gênio é liquidado, o feitiço é desfeito, mas a filha do sultão morre, e o príncipe, que perde um dos olhos, é expulso da cidade, torna-se dervixe e ruma a Bagdá.

## História do terceiro dervixe
O terceiro dervixe era um rei que gostava de navegar. Numa das viagens marítimas, perde-se no mar e vai dar numa montanha preta magnética que atrai os pregos dos navios, fazendo com que se desfaçam e afundem. Consegue se salvar e tem um sonho que o instrui a derrubar a estátua de um cavaleiro montado numa égua no alto da montanha, que causa os naufrágios. Depois disso, é resgatado por uma canoa, mas foi instruído a não louvar a Deus altíssimo durante o percurso. Ao descumprir esta ordem, é lançado ao mar, mas nada até uma ilha, e lá depara com um príncipe que está sendo trazido a um abrigo subterrâneo. Segundo uma profecia, o príncipe seria assassinado por quem derrubasse o cavaleiro no alto da montanha. O rei se esforça para distrair e proteger o príncipe, sem nenhuma intenção de matá-lo. Mas no último dia da estadia, quando a profecia está prestes a expirar, ao tentar apanhar uma faca numa prateleira para cortar uma melancia, escorrega e “a faca que estava na minha mão, se introduziu em seu coração, matando-o imediatamente”. Este episódio é um caso clássico da ação inexorável do destino, contra a qual nada pode o ser humano, um dos temas recorrentes de As Mil e uma Noites. O rei consegue abandonar a ilha e atingir o continente, topando com um “palácio revestido de cobre vermelho e que, batido pelos raios do sol, refulgia, parecendo, a quem o visse de longe, uma fogueira”. Lá encontra dez jovens caolhos, e fica curioso em saber sua história. Eles o enrolam numa pele de carneiro para que seja apanhado pelo lendário pássaro roque ou roca. O pássaro o deixa numa montanha onde o rei encontra um palácio com lindas jovens, usando “as mais opulentas roupas, adornos e joias”. Ele dorme uma noite com cada jovem, mas quando as moças precisam se ausentar por um período, entregam-lhe as chaves dos cem aposentos do palácio, com a instrução de só não entrar naquele com a porta de ouro vermelho. A curiosidade fala mais alto, o rei abre a porta do quarto proibido, e sofre um castigo: é trazido por um corcel negro, que lhe arranca um dos olhos, de volta para o palácio dos jovens caolhos, que haviam passado pela mesma experiência. Desiludido, o rei vira dervixe e vem até Bagdá.

## A primeira jovem, a dona da casa
A primeira jovem conta que as duas cadelas que foram espancadas eram suas irmãs por parte de pai e mãe, enquanto as duas outras jovens eram meias-irmãs, filhas de outra mãe. As duas irmãs foram infelizes no casamento e receberam ajuda da primeira jovem. Por fim, convenceram-na a fazerem uma viagem comercial e chegaram a uma cidade onde todos os habitantes haviam sido transformados em pedras, por serem praticantes do zoroastrismo, adoradores do fogo. Apenas o jovem príncipe, que aprendera a ler o Alcorão, salvou-se da maldição. A primeira jovem trouxe o príncipe consigo, mas as duas irmãs, enciumadas, jogaram os dois ao mar. Ela nadou para uma ilha, mas ele se afogou. Na praia, ela salvou uma cobra de ser morta por uma serpente, e em retribuição a cobra, que era um gênio, transformou as duas irmãs ingratas em cadelas e ordenou que fossem diariamente chicoteadas. 

## A segunda jovem, a chicoteada
A segunda jovem casou-se jovem e logo ficou viúva. Um dia ela é convidada por uma velha para um casamento, mas trata-se de uma armadilha para atraí-la a uma casa elegante onde mora uma moça belíssima cujo irmão, ainda mais belo, está apaixonado pela segunda jovem. Os dois se casam sob a condição de que a esposa não olhará para nenhum outro homem. Mas um dia no mercado, ela permite que um rapaz comerciante lhe dê um beijo no rosto. Só que o rapaz dá uma mordida, deixando uma marca no rosto da jovem. O marido ordena que os escravos a espanquem, deixando seu corpo marcado. Ela vai morar com as irmãs.

## Conclusão
No dia seguinte o califa, que na noite anterior estivera incógnito, convoca todos os participantes daquela reunião ao seu palácio. Ordena que se invoque a cobra-gênio para desencantar as duas cadelas. A cobra revela que quem espancou a segunda jovem foi o próprio filho do sultão. O sultão casa as duas jovens que haviam sido enfeitiçadas e a irmã com os três dervixes, filhos de reis, a jovem açoitada com seu filho, e toma a terceira jovem como esposa para si mesmo.